# Geoica carnosa
Geoica carnosa är en insektsart som först beskrevs av Buckton 1883.  Geoica carnosa ingår i släktet Geoica och familjen långrörsbladlöss. Inga underarter finns listade i Catalogue of Life.